# Walter Masetti
Walter Masetti (Sala Bolognese, 13 marzo 1910 – Mauthausen, 20 febbraio 1945) è stato un partigiano italiano.

## Biografia
Walter Masetti nasce a Sala Bolognese, il 13 marzo 1910 da Olindo e Adele Merighi; la sua è una famiglia d'origine bracciantile, poverissima, composta dai genitori e da cinque figli, tre maschi e due femmine, Walter è il secondo figlio. Frequenta la scuola fino alla 3ª elementare. Muratore. Iscritto al PCI. Visse sempre a San Vitale Bolognese, frazione del Comune di Calderara di Reno (Città decorata al Valor Militare per la Guerra di Liberazione proprio per l'attività partigiana della sua popolazione).
A San Vitale nel ventennio fascista vi è sempre stato un forte movimento antifascista organizzato, stimolato in particolare dal P.C.I. clandestino, in casa e in altre case della borgata "Fabbreria" parecchi giovani si trovavano alla sera per parlare di politica e leggere "L'Unità", formato clandestino e "La Stampa" di Torino. Quei giovani per potersi incontrare avevano organizzato una scuola di disegno serale, ma parlavano invece di politica e si organizzavano per fare una certa resistenza al fascismo. Quasi tutti, così come Walter, furono condannati dal Tribunale speciale a vari anni di confino, da 4-5 a 10-15; molti sono tornati solo dopo l'8 settembre e la caduta del fascismo. Walter fu condannato a 4 anni, che ha scontato a Larino (Campobasso).
Attivista del PCI, Walter Masetti fu arrestato il 20 novembre 1930, quando abitava a Calderara di Reno, con una cinquantina di antifascisti. Furono deferiti al Tribunale speciale con l'accusa di ricostituzione del PCI, propaganda sovversiva e di avere issato bandiere rosse sulle case del paese il 7 novembre, anniversario della rivoluzione sovietica. Il 30 giugno 1931, come la maggior parte degli imputati, fu prosciolto in istruttoria, ma non liberato.
Il 4 settembre la Commissione provinciale di Bologna lo assegnò al confino per 5 anni. Andò a Castelmauro (CB) e vi restò sino al 1º febbraio 1933 quando riebbe la libertà con l'amnistia del decennale fascista. Fu immediatamente chiamato alle armi. Una volta congedato tornò a Calderara di Reno, sempre sorvegliato dalla polizia. Fu nuovamente richiamato nel 1939 e andò prima in Libia e quindi in Istria. I controlli di polizia proseguirono anche sotto le armi, l'ultimo dei quali il 1º febbraio 1942.
Durante la guerra di liberazione combatté da partigiano in Alto Adige. Catturato dai tedeschi a Bolzano fu internato nel campo di concentramento di Mauthausen. Morì il 20 febbraio 1945 nel campo satellite di Gusen.
Il comune di Calderara di Reno già da molti anni gli ha intestato una strada e ha fatto scrivere il suo nome su di un cippo davanti alla sede del Comune, insieme a quelli di tutti i morti della Resistenza del Comune stesso, oltre a porre altrettante lapidi con foto nel cimitero comunale. La foto e il nome di Walter compaiono anche nel sacrario dei caduti davanti alla sede del comune di Bologna in Piazza del Nettuno.